# Paracolax
Paracolax  (лат.) — род чешуекрылых из подсемейства совок-пядениц.

## Описание
Для видов Paracolax tristalis и Paracolax albinotata: второй членик щупиков чуть расширен, короткий, примерно, в полторо-два раза превышает по длине диаметр глаза; крылья тёмно-серые с белыми штрихами на костальном крае или жёлтые; передняя лапка самцов состоит из пяти члеников.
Для части представителей: У самцов костальный край передних крыльев не изогнут. На передних крыльях если внешняя перевязь выражена чётко, то внутренняя также чёткая. Предкраевая линия обычно очень чёткая. В гениталиях самки копулятивная сумка не изогнута, её проток конически сужен к корпусу сумки.

## Систематика
В составе рода:
- Paracolax tristalis (Fabricius, 1794)